# Jessica Tandy
Jessica Tandy (Londra, 7 giugno 1909 – Easton, 11 settembre 1994) è stata un'attrice teatrale e attrice cinematografica britannica naturalizzata statunitense.
Famosa soprattutto per l'intensa attività teatrale, ambito in cui è considerata come una delle più grandi attrici della sua generazione e apprezzata interprete del repertorio classico e moderno a Londra e Broadway, ebbe successo anche nel cinema seppur in tarda età; venne infatti insignita del premio Oscar nel 1990, quando aveva già compiuto 80 anni, per la sua interpretazione di Daisy Werthan in A spasso con Daisy di Bruce Beresford, divenendo l'attrice più anziana vincitrice di tale premio. Oltre all'Oscar, vinse anche numerosi altri premi: un Golden Globe, un Premio BAFTA, un Orso d'argento al Festival di Berlino, un Premio Emmy e il David di Donatello 1990 per la migliore attrice straniera. Per la carriera in teatro vinse invece quattro Tony Awards, cinque Drama Desk Awards, un Obie Award e un Outer Critics Circle Award.

## Biografia

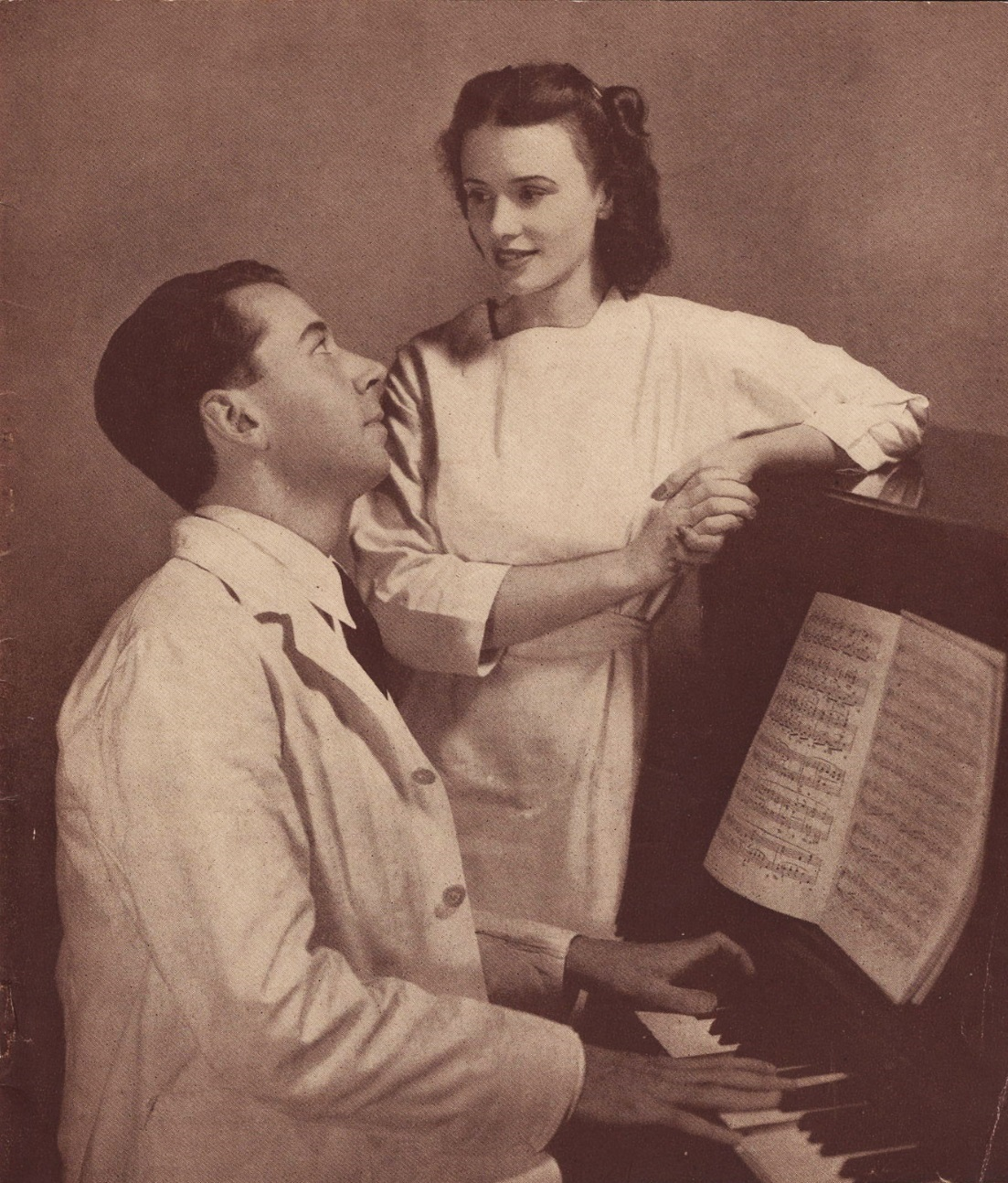
Jessica Tandy e Alexander Knox nell'opera tratrale E Giove ride, di A. J. Cronin, nel 1940

Jessica Tandy nacque il 7 giugno 1909 al n°58 di Goldeston Road nel quartiere di Stoke Newington ad Hackney, un sobborgo londinese facente parte dell'Inner London. Frequentò la Ben Greet Academy of Acting e dalla fine degli anni venti, cominciò ad apparire nei teatri londinesi in interpretazioni classiche di stampo shakespeariano ottenendo fin da subito grande successo con opere quali Amleto, La dodicesima notte, Enrico V e Re Lear.
Nel 1940 si trasferì negli Stati Uniti e si divise tra teatro e cinema. È nota per essere stata la prima attrice a interpretare Blanche DuBois nel dramma Un tram che si chiama Desiderio di Tennessee Williams. Debuttò col film La settima croce (1944), cui seguirono tra i più famosi La valle del destino (1945), Anni verdi (1946), Ambra (1947) e Accadde in settembre (1950). Nel 1954 ottenne la cittadinanza statunitense e, dopo aver preso parte a produzioni anche per la televisione, tra cui la serie Alfred Hitchcock presenta, nel 1963 figurò tra gli interpreti principali del film Gli uccelli, sempre di Hitchcock, nel ruolo della arcigna madre del protagonista Rod Taylor.

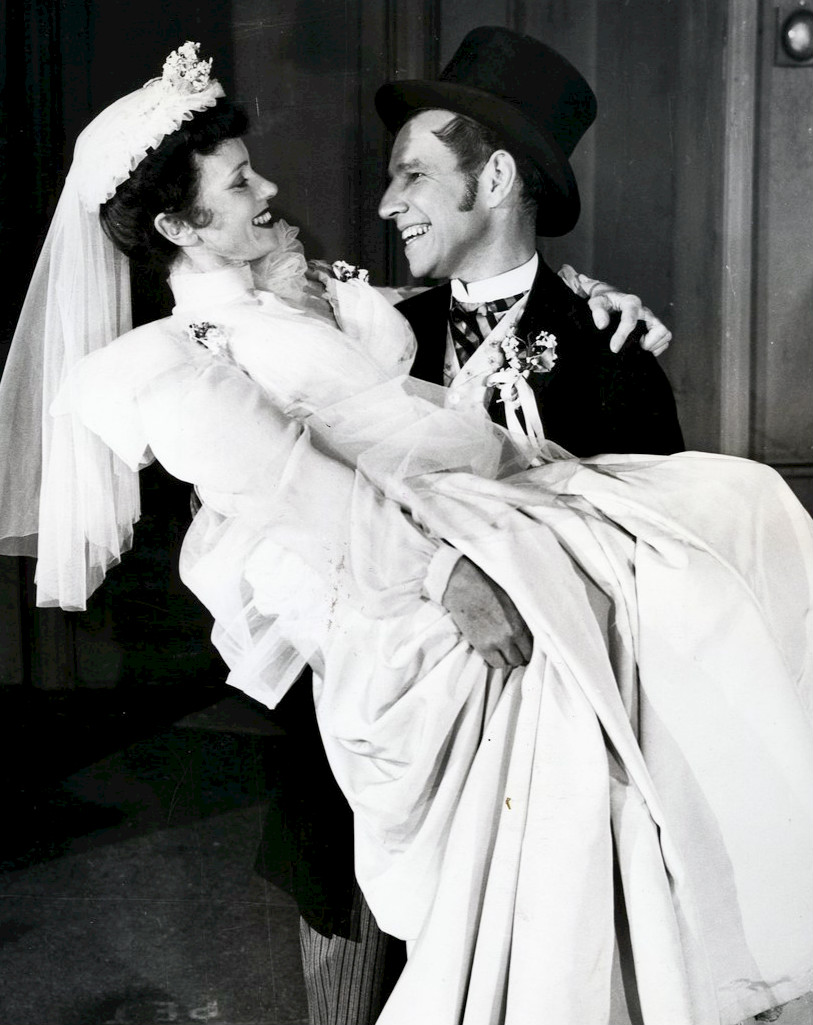
Jessica Tandy e il marito Hume Cronyn nella commedia teatrale Letto matrimoniale (1952)

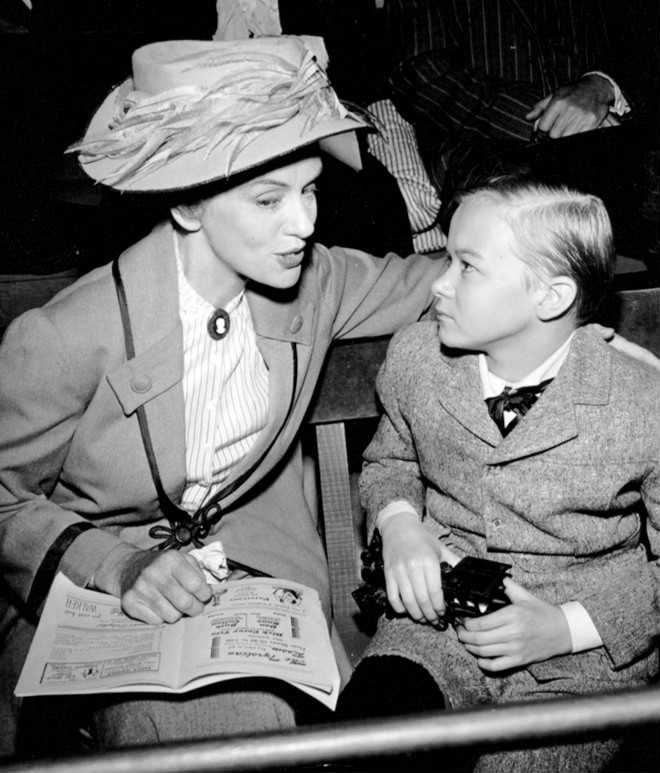
Jessica Tandy nell'episodio The Glass Eye (Occhio di vetro), rimasto inedito in Italia, della serie televisiva Alfred Hitchcock presenta (1957)

Negli anni settanta si dedicò esclusivamente al teatro, vincendo tre Tony Award e tornò al cinema solo nel 1981, partecipando a Crazy Runners - Quei pazzi pazzi sulle autostrade di John Schlesinger, e in seguito, tra gli altri, a Una lama nel buio (1982) di Robert Benton, I bostoniani (1984) di James Ivory e Cocoon - L'energia dell'universo (1985) di Ron Howard. Il grande successo cinematografico per la Tandy arrivò però in tarda età con il film A spasso con Daisy (1989) di Bruce Beresford, per il quale vinse l'Oscar alla miglior attrice, il Golden Globe e il David di Donatello.

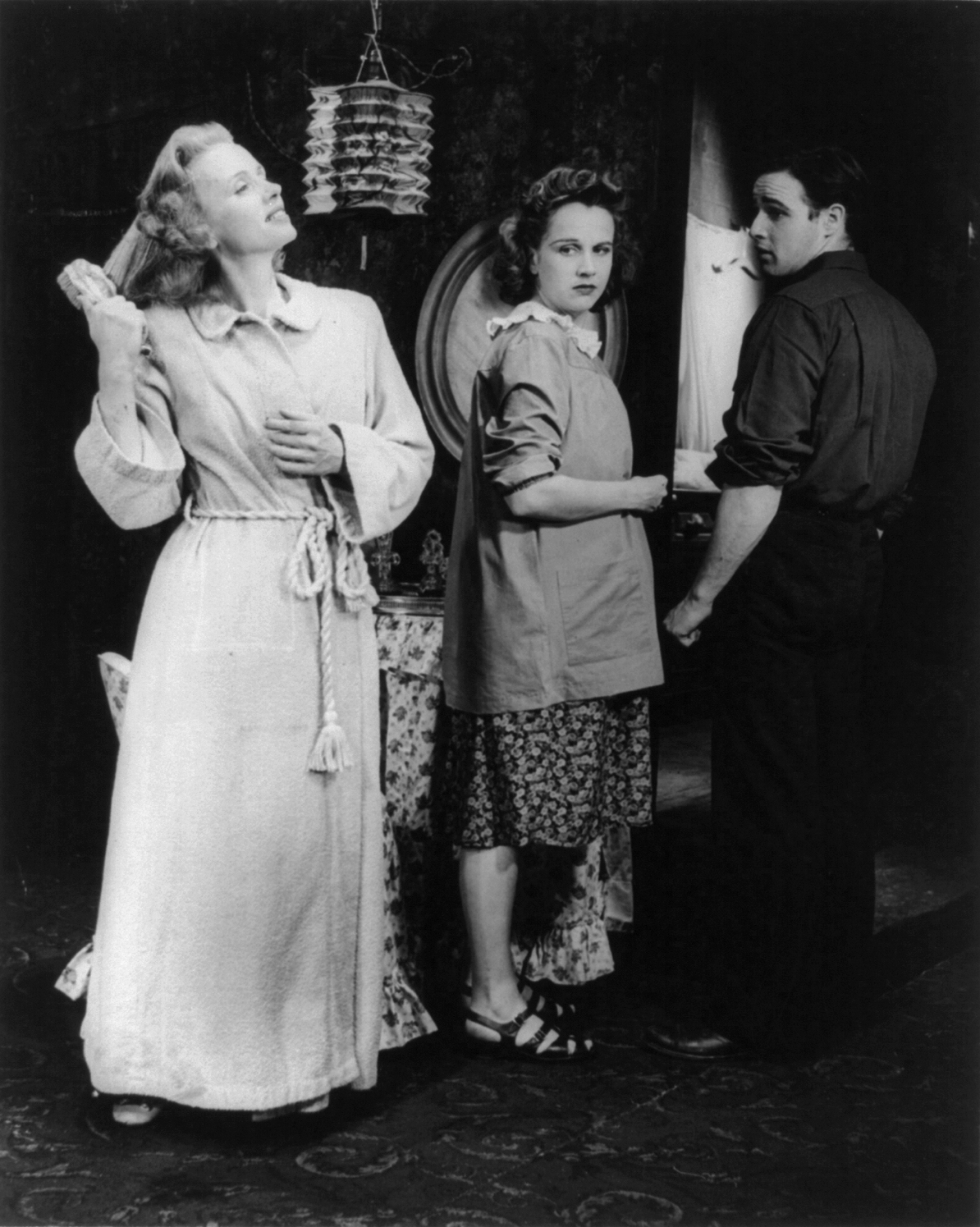
Jessica Tandy, insieme a Kim Hunter e Marlon Brando, a Broadway sul set dell'opera teatrale Un tram che si chiama Desiderio nel 1947

Nel 1991 interpretò il ruolo di Ninny Threadgoode nel film Pomodori verdi fritti alla fermata del treno di Jon Avnet, per il quale ottenne la candidatura all'Oscar alla miglior attrice non protagonista. Un ruolo importante le venne riservato, tra gli altri, anche in La vedova americana (1992) di Beeban Kidron, con Shirley MacLaine e Marcello Mastroianni. La sua ultima apparizione al cinema risale al 1994 nel film La vita a modo mio di Robert Benton. In quello stesso anno vinse un quarto Tony Award alla carriera.

## Vita privata

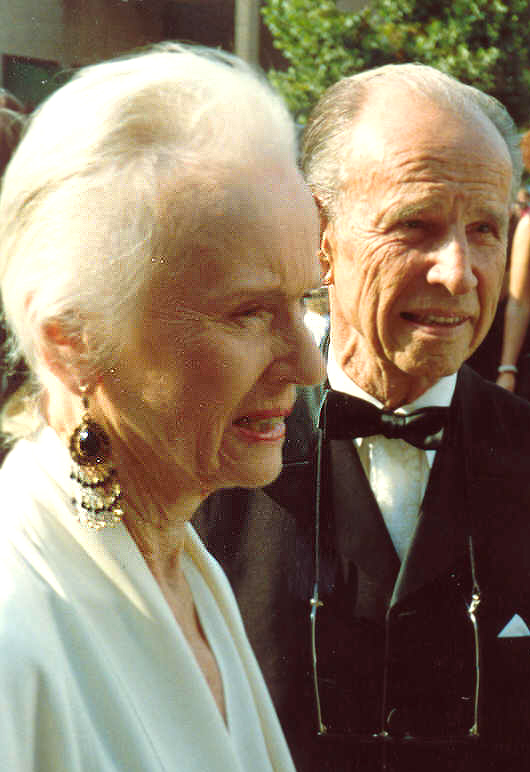
Jessica Tandy insieme a suo marito Hume Cronyn alla cerimonia di premiazione degli Emmy Awards nell'agosto 1988

Jessica Tandy si sposò due volte. Dal primo matrimonio, celebrato il 22 ottobre 1932 con l'attore inglese Jack Hawkins, ebbe una figlia, Susan (1934-2004). La coppia divorziò nel 1940. Nel 1942 sposò in seconde nozze l'attore Hume Cronyn, dal quale ebbe due figli: Christopher (1943), produttore cinematografico e Tandy (1945), attrice. Visse con il marito fino alla morte, avvenuta l'11 settembre 1994 per un cancro alle ovaie, a Easton, nel Connecticut.

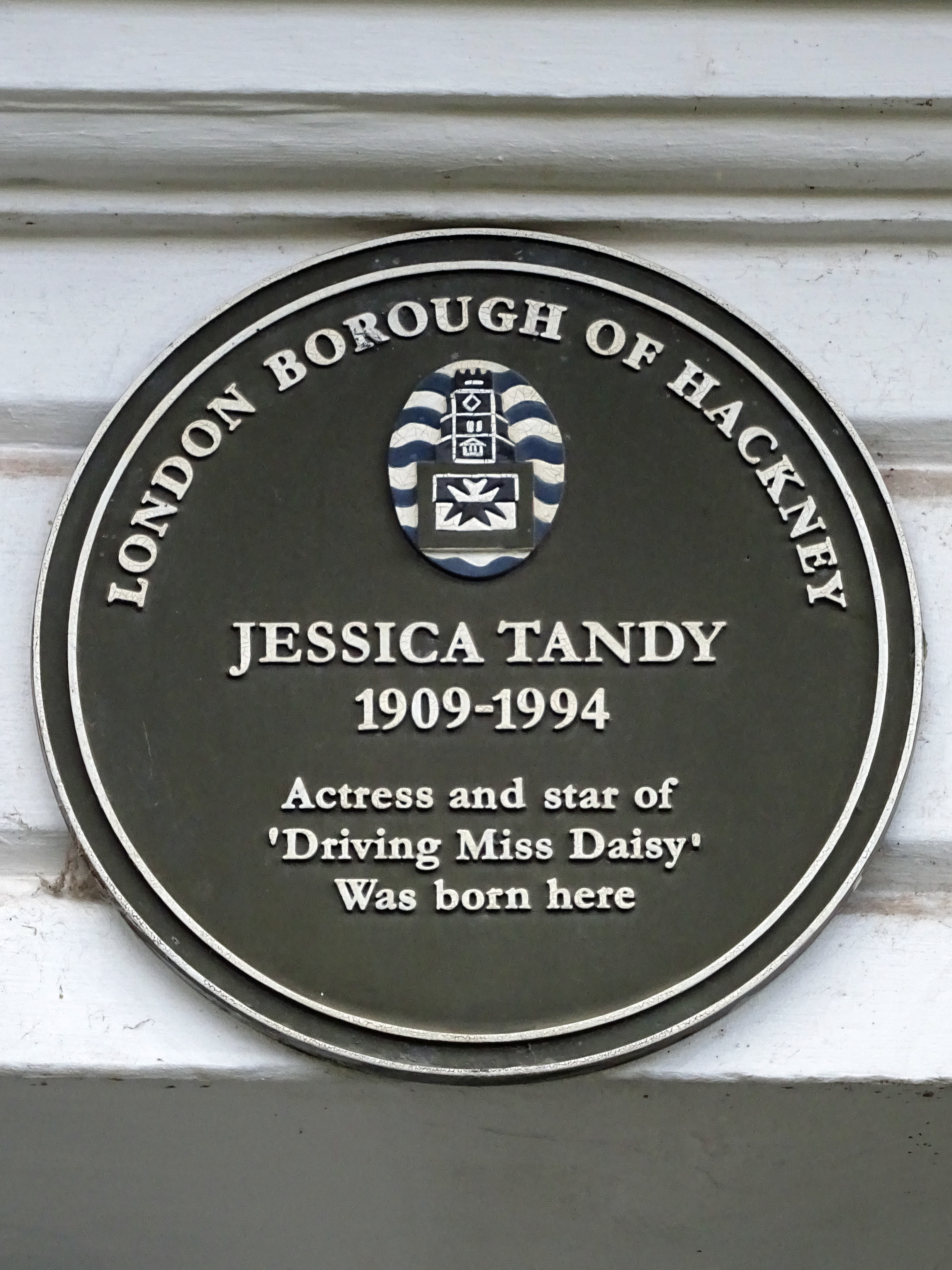
Targa commemorativa sulla sua casa natale

## Filmografia

### Cinema
- La settima croce (The Seventh Cross), regia di Fred Zinnemann (1944)
- La valle del destino (The Valley of Decision), regia di Tay Garnett (1945)
- Anni verdi (The Green Years), regia di Victor Saville (1946)
- Il castello di Dragonwyck (Dragonwyck), regia di Joseph L. Mankiewicz (1946)
- Ambra (Forever Amber), regia di Otto Preminger (1947)
- Il sorriso della Gioconda (A Woman's Vengeance), regia di Zoltán Korda (1947)
- Accadde in settembre (September Affair), regia di William Dieterle (1950)
- Rommel, la volpe del deserto (The Desert Fox), regia di Henry Hathaway (1951)
- Johnny, l'indiano bianco (The Light in the Forest), regia di Herschel Daugherty (1958)
- Le avventure di un giovane (Hemingway's Adventures of a Young Man), regia di Martin Ritt (1962)
- Gli uccelli (The Birds), regia di Alfred Hitchcock (1963)
- Crazy Runners - Quei pazzi pazzi sulle autostrade (Honky Tonk Freeway), regia di John Schlesinger (1981)
- Amici come prima (Best Friends), regia di Norman Jewison (1982)
- Una lama nel buio (Still of the Night), regia di Robert Benton (1982)
- Il mondo secondo Garp (The World According to Garp), regia di George Roy Hill (1982)
- I bostoniani (The Bostonians), regia di James Ivory (1984)
- Cocoon, l'energia dell'universo (Cocoon), regia di Ron Howard (1985)
- Miracolo sull'8ª strada (Batteries Not Included), regia di Matthew Robbins (1987)
- Cocoon - Il ritorno (Cocoon: The Return), regia di Daniel Petrie (1988)
- Labirinto mortale (The House on Carroll Street), regia di Peter Yates (1988)
- A spasso con Daisy (Driving Miss Daisy), regia di Bruce Beresford (1989)
- Pomodori verdi fritti alla fermata del treno (Fried Green Tomatoes), regia di Jon Avnet (1991)
- La vedova americana (Used People), regia di Beeban Kidron (1992)
- Camilla, regia di Deepa Mehta (1994)
- A Century of Cinema – documentario (1994)
- La vita a modo mio (Nobody's Fool), regia di Robert Benton (1994)

### Televisione
- Lights Out – serie TV, episodio 3x20 (1951)
- The Alcoa Hour – serie TV, episodio 1x17 (1956)
- General Electric Theater – serie TV, episodio 5x04 (1956)
- Alfred Hitchcock presenta (Alfred Hitchcock presents) – serie TV, episodi 2x06-3x01-3x37 (1956-1958)
- Telephone Time – serie TV, episodio 3x26 (1958)
- The DuPont Show of the Month – serie TV, episodio 3x02 (1959)
- La signora delle fiabe (The Lady Story), regia di Elikann Larry – film TV (1991)

## Teatro
- Amleto, di William Shakespeare, regia di John Gielgud. New Theatre di Londra (1934)
- La dodicesima notte, di William Shakespeare, regia di Tyrone Guthrie. Old Vic di Londra (1936)
- Enrico V, di William Shakespeare, regia di Tyrone Guthrie. Old Vic di Londra (1936)
- La tempesta, di William Shakespeare, regia di George Devine. Old Vic di Londra (1940)
- Re Lear, di William Shakespeare, regia di Lewis Casson. Old Vic di Londra (1940)
- Un tram che si chiama Desiderio, di Tennessee Williams, regia di Elia Kazan. Ethel Barrymore Theatre di Broadway (1947)
- I fisici, di Friedrich Dürrenmatt, regia di Peter Brook. Martin Beck Theatre di Broadway (1964)
- Un equilibrio delicato, di Edward Albee, regia di Alan Schneider. Martin Beck Theatre di Broadway (1966)
- Camino Real, di Tennessee Williams, regia di Milton Katselas. Lincoln Center di Broadway (1970)
- All Over, di Edward Albee, regia di John Gielgud. Martin Beck Theatre di Broadway (1971)
- Sogno di una notte di mezza estate, di William Shakespeare, regia di Robin Phillips. Festival Theatre di Stratford (1976)
- Gin Game, di Donald L. Coburn, regia di Mike Nichols. John Golden Theatre di Broadway (1977), Lyric Theatre di Londra (1979)
- Lo zoo di vetro, di Tennessee Williams, regia di John Dexter. Eugene O'Neill Theatre di Broadway (1983)

## Riconoscimenti
- Premio Oscar
  - 1990 – Miglior attrice protagonista per A spasso con Daisy
  - 1992 – Candidatura alla miglior attrice non protagonista per Pomodori verdi fritti alla fermata del treno
- Golden Globe
  - 1963 – Candidatura alla migliore attrice non protagonista per Le avventure di un giovane
  - 1990 – Migliore attrice in un film commedia o musicale per A spasso con Daisy
  - 1992 – Candidatura alla miglior attrice in una mini-serie o film per la televisione per La signora delle fiabe
  - 1992 – Candidatura alla miglior attrice non protagonista per Pomodori verdi fritti alla fermata del treno
- BAFTA
  - 1991 – Migliore attrice protagonista per A spasso con Daisy
  - 1993 – Candidatura alla migliore attrice protagonista per Pomodori verdi fritti alla fermata del treno
- Boston Society of Film Critics Awards
  - 1989 – Migliore attrice per A spasso con Daisy
- David di Donatello
  - 1990 – Migliore attrice straniera per A spasso con Daisy
- Festival internazionale del cinema di Berlino
  - 1990 – Orso d'argento per la migliore attrice per A spasso con Daisy (assegnato all'interpretazione "congiunta" con Morgan Freeman)
- New York Film Critics Circle Awards
  - 1989 – Candidatura alla miglior attrice protagonista per A spasso con Daisy
- Kansas City Film Critics Circle Awards
  - 1990 – Migliore attrice per A spasso con Daisy
- Premio Emmy
  - 1956 – Candidatura alla miglior attrice protagonista in un singolo episodio di una serie televisiva per Producers' Showcase (per l'episodio The Fourposter)
  - 1988 – Migliore attrice in una miniserie o film per la televisione per Foxfire
  - 1994 – Candidatura alla miglior attrice in una miniserie o film per la televisione per To Dance with the White Dog
- Saturn Award
  - 1986 – Candidatura alla miglior attrice per Cocoon - L'energia dell'universo
  - 1988 – Miglior attrice per Miracolo sull'8ª strada
  - 1990 – Candidatura alla miglior attrice per Cocoon - Il ritorno
- Tony Award
  - 1948 – Miglior attrice protagonista in un'opera teatrale per Un tram che si chiama Desiderio
  - 1978 – Miglior attrice protagonista in un'opera teatrale per Gin Game
  - 1981 – Candidatura alla miglior attrice non protagonista in un'opera teatrale per Rose
  - 1983 – Miglior attrice protagonista in un'opera teatrale per Foxfire
  - 1986 – Candidatura alla miglior attrice protagonista in un'opera teatrale er The Petition
  - 1994 – Premio alla carriera
- 20/20 Awards
  - 2010 – Candidatura alla miglior attrice protagonista per A spasso con Daisy
  - 2012 – Candidatura alla miglior attrice non protagonista per Pomodori verdi fritti alla fermata del treno
- American Comedy Awards
  - 1990 – Candidatura all'attrice protagonista più divertente in un film per A spasso con Daisy
  - 1992 – Candidatura all'attrice non protagonista più divertente in un film per Pomodori verdi fritti alla fermata del treno
- National Society of Film Critics Awards
  - 1990 – Candidatura alla migliore attrice per A spasso con Daisy
- ShoWest Convention
  - 1990 – Premio alla carriera
- Women in Film Crystal Awards
  - 1991 – Crystal Award

## Doppiatrici italiane
- Wanda Tettoni ne La valle del destino, Anni verdi, Il castello di Dragonwyck, Il sorriso della Gioconda, Accadde in settembre, Rommel, la volpe del deserto, La vita a modo mio
- Micaela Giustiniani ne I bostoniani, A spasso con Daisy, Pomodori verdi fritti alla fermata del treno, La vedova americana, Camilla
- Gabriella Genta in Cocoon - L'energia dell'universo, Miracolo sull'8ª Strada, Cocoon - Il ritorno
- Lydia Simoneschi in Johnny, l'indiano bianco
- Franca Dominici ne Le avventure di un giovane
- Rina Morelli ne Gli uccelli
- Laura Carli in Crazy Runners - Quei pazzi pazzi sulle autostrade
- Lucia Catullo in Amici come prima
- Anna Teresa Eugeni in Una lama nel buio
- Francesca Palopoli ne Il mondo secondo Garp
- Vittoria Febbi ne La settima croce (ridoppiaggio)

## Curiosità
Nel fumetto italiano Julia - Le avventure di una criminologa il personaggio di Lillian Osborne è stato disegnato ispirandosi alle fattezze di Jessica Tandy.